# رنگ هشدار

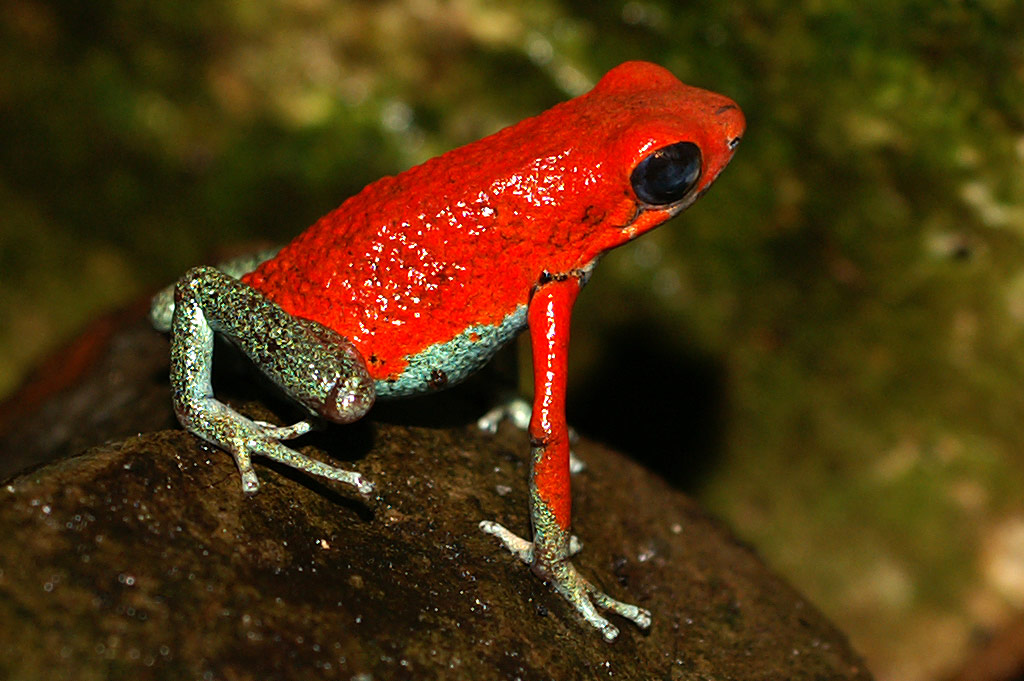
رنگ پررنگ این قورباغه سمی دانه‌دانه شیوه‌ای از پیام‌دهی در زیست‌شناسی است به شکارچیان در مورد سمی بودن گوشت او.

رنگ هشدار یا آپوسماتیسم (به انگلیسی: Aposematism) اصطلاحی است در زیست‌شناسی. برخی جانوران در رویارویی با خطر حمله جانوری دیگر رنگ بدن خود را بسیار پررنگ کرده یا به رنگ‌هایی خاص درمی‌آورند که شیوه‌ای از پیام‌دهی در زیست‌شناسی محسوب می‌گردد و برای جانور شکارچی، می‌تواند حامل پیام هشدار یا بازدارندگی باشد. جانور با تغییر رنگ پوست خود این پیام را القا می‌کند که بدنی سمی یا خطرناک دارد. پیام‌های (سیگنال‌ها) رنگ هشدار در درجهٔ اول، دیدگانی اند و از رنگ‌های روشن با کنتراست بالا به همراه الگوهای راه‌راه استفاده می‌کنند. این سیگنال‌های هشدار، نشانه‌های صادقانه‌ای از مضر بودن طعمه هستند.
برخی جانوران سمی هستند و با استفاده از رنگ هشدار این پیام را به‌درستی به شکارچی منتقل می‌کنند و با این کار جان شکارچی نیز حفظ می‌شود. برخی جانوران دیگر بدون این‌که سمی باشند این رنگ‌ها را به‌خود گرفته و پیام را بدون این‌که درست باشد به منظور بازدارندگی القا می‌کنند. این موضوع دقیقاً همان مکانیزم رفتار ترسناک است که در آن، طعمه تلاش می‌کند تا شکارچی را با ظاهری تهدیدآمیز به وحشت بیندازد - بلوف‌زدنی که در حقیقت هیچ‌گونه سازوکار دفاع مستحکمی پشت آن نبوده و از آن پشتیبانی نمی‌کند - این اصطلاح در سال ۱۸۷۷ و توسط ادوارد بَگنال پولتُن ابداع شد. رنگ هشداری که پولتن معرفی کرد، اصولاً در راستای توضیح مفهوم کلی مبحث رنگ هشدار ارائه‌شده توسط آلفرد راسل والاس بود.